# Friedel Meyer (Politiker)
Friedel Meyer (* 26. April 1929 in Osnabrück; † 6. September 2007) war ein deutscher Politiker und Landtagsabgeordneter (FDP).

## Leben und Beruf
Meyer besuchte die Volksschule und die Realschule mit dem Abschluss der mittleren Reife. Anschließend absolvierte er eine Lehre als Elektroinstallateur und war ab 1950 selbstständiger Elektromeister. Nach dem Besuch der Fachschule für das Elektrohandwerk legte er 1956 die Meisterprüfung ab.
1972 wurde Meyer Mitglied der FDP und war in zahlreichen Parteigremien engagiert.

## Abgeordneter
Vom 30. Mai 1985 bis zum 31. Mai 1995 war Meyer Mitglied des Landtags des Landes Nordrhein-Westfalen. Er wurde jeweils über die Landesliste seiner Partei gewählt. Ab 1975 war er im Gemeinderat der Gemeinde Westerkappeln vertreten.